# Roges des Molinar
Les Roges des Molinar (en français : « Les Rouges du Molinar ») sont un groupe de cinq féministes syndicalistes fusillées le 5 janvier 1937 par les nationalistes dans le quartier du Molinar, à Palma de Majorque (Îles Baléares) durant la guerre d'Espagne.

## Les «Rouges de Molinar»
Parmi les organisations républicaines qui animent la vie politique de l'île de Majorque figure un groupe de femmes progressistes vivant dans le quartier du Molinar. Toutes sont communistes et sont pour cela appelées en catalan majorquin les « Roges des Molinar »(« Rouges du Molinar ») .
Elles organisent diverses manifestations au Molinar, ainsi qu'à Son Cós et au Rotlet, deux autres quartiers populaires adjacents. Elles sont particulièrement actives dans le domaine des droits des femmes, célébrant le 8 mars la « Journée de la femme travailleuse », dès 1934 et pour la première fois à Majorque, avec d'autres féministes comme Antonia Rigo et Pilar Sánchez. Leurs mots d'ordre sont l'accès aux aliments de première nécessité, la création d'orphelinats, la diminution du pouvoir de l'Église dans la société et la lutte contre le fascisme.

## Les membres du groupe
- Aurora Picornell, née en 1912. Surnommée la Pasionaria de Majorque, l'une des dirigeantes du parti communiste, membre de la Ligue laïque de Majorque et du Secours rouge international[4], épouse d'Heriberto Quiñones ;
- Catalina Flaquer, militante politique ;
- Antònia Pascual Flaquer, sa fille aînée, née en 1911 ;
- Maria Pascual Flaquer, sa cadette, née en 1914 ;
- Belarmina González Rodríguez, née en 1915[5].

## Assassinat
Après la bataille de Majorque, l'île est prise rapidement par les nationalistes qui en font une base militaire essentielle, notamment aérienne, avec les avions italiens de la Aviazione Legionaria et allemands de la Légion Condor.
Sur l'île, la répression civile est sanglante et les massacres se perpétuent. La vie des femmes, dont les droits ont été ouverts par la République, est désormais bouleversée par l'implantation de l'idéologie franquiste qui renvoie les femmes à leur rôle dans le foyer et dans l'Église.
Dans ce contexte, les femmes du groupe des Roges de Molinar sont arrêtées. Elles sont toutes fusillées le 6 janvier 1937 dans le cimetière de Porreres, au centre-est de l'île, près de Manacor.

## Postérité

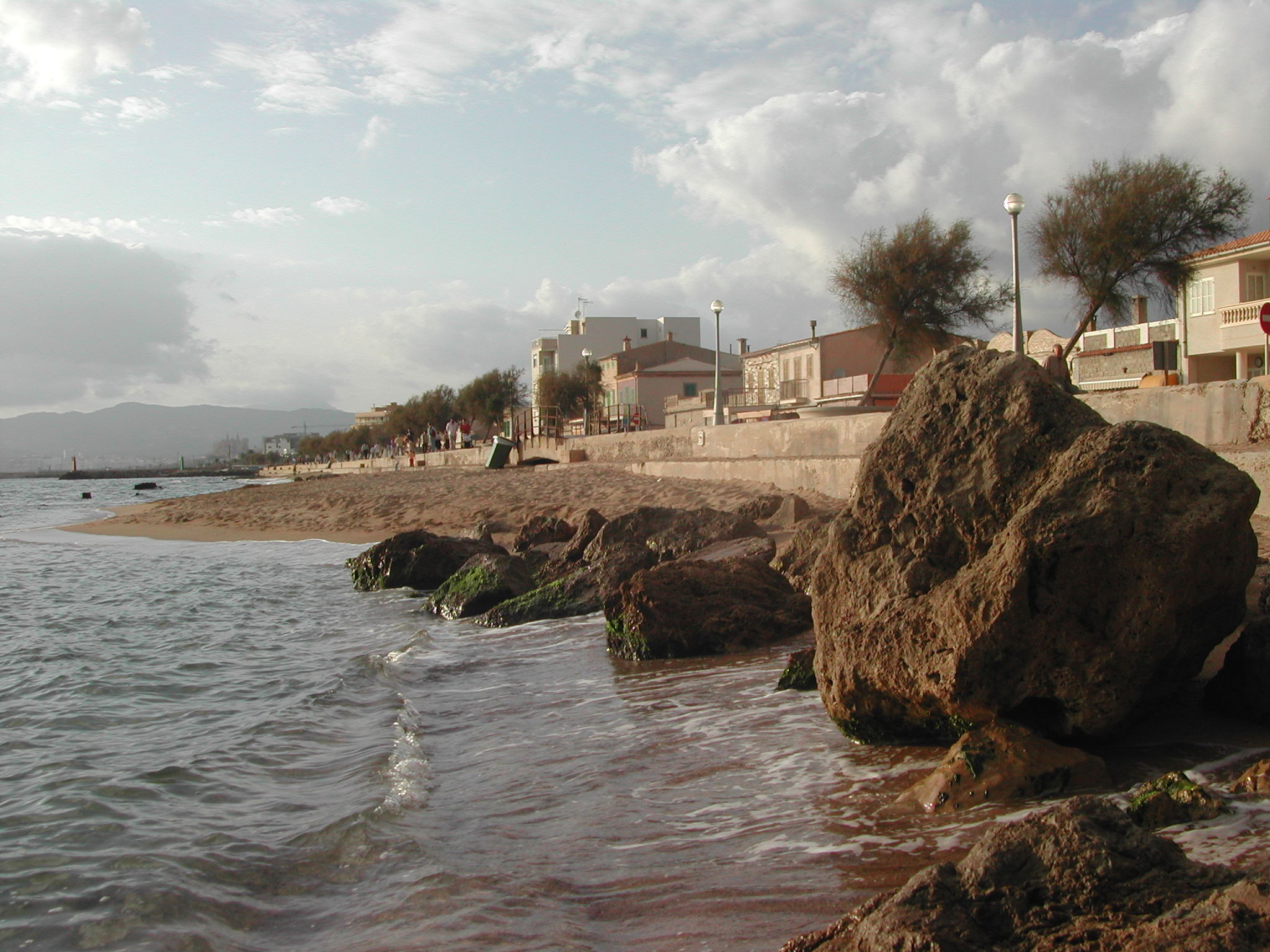
Le quartier du Molinar, d'où sont originaires les résistantes.

Le souvenir des Roges des Molinar est désormais reconnu à Majorque dans le cadre de la récupération historique. Une rue du quartier du Molinar de Palma porte leur nom.
Les recherches se poursuivent longtemps pour retrouver toutes les dépouilles. Les corps de Catalina Flaquer et de ses deux filles sont désormais officiellement identifiés, ainsi que celui d'Aurora Picornell dans une fosse commune du cimetière de Son Coletes à Manacor.
L'universitaire espagnole Carmen García Colmenares est considérée comme une spécialiste du sujet.